# Вильнокс-ла-Гранд (кантон)
Вильно́кс-ла-Гранд (фр. Villenauxe-la-Grande) — упразднённый кантон во Франции, находился в регионе Шампань — Арденны, департамент Об. Входил в состав округа Ножан-сюр-Сен. В кантон Вильнокс-ла-Гранд входяло 7 коммун, из них главной коммуной являлась Вильнокс-ла-Гранд. 22 марта 2015 года все коммуны кантона перешли в кантон Ножан-сюр-Сен.

## Коммуны кантона
| Коммуна            | Население, чел. (1999) | Почтовый индекс | Код INSEE |
| ------------------ | ---------------------- | --------------- | --------- |
| Барбюиз            | 345                    | 10400           | 10031     |
| Вильнокс-ла-Гранд  | 2 666                  | 10370           | 10420     |
| Ла-Вильнёв-о-Шатло | 145                    | 10400           | 10421     |
| Ла-Сольсот         | 491                    | 10400           | 10367     |
| Монпотье           | 238                    | 10400           | 10254     |
| Периньи-ла-Роз     | 115                    | 10400           | 10284     |
| Плесси-Барбюиз     | 125                    | 10400           | 10291     |

## Население
| 1962 | 1968 | 1975 | 1982 | 1990 | 1999 | 2006 | 2012 |
| ---- | ---- | ---- | ---- | ---- | ---- | ---- | ---- |
| 3203 | 3188 | 2936 | 2971 | 3325 | 4125 | 4447 | 4661 |